# Lac Nymfón
 (signalé en mai 2025).
Si vous disposez d'ouvrages ou d'articles de référence ou si vous connaissez des sites web de qualité traitant du thème abordé ici, merci de compléter l'article en donnant les références utiles à sa vérifiabilité et en les liant à la section « Notes et références ».
- Archive Wikiwix
- Bing
- Cairn
- DuckDuckGo
- E. Universalis
- Gallica
- Google
- G. Books
- G. News
- G. Scholar
- Persée
- Qwant
- (zh) Baidu
- (ru) Yandex
- (wd) trouver des œuvres sur Wikidata

Le lac Nymfón (en grec moderne : Λίμνη Νυμφών, en français : lac des Nymphes) est un lac naturel du district régional de l'Évros en Macédoine-Orientale-et-Thrace, Grèce.
Il est situé dans la partie sud-est du parc national du delta de l'Évros près de la frontière grecque avec la Turquie, et est le lac permanent le plus oriental de la Grèce continentale. C'est un lac d'eau douce, qui communique avec la mer par un canal et qui est créé par les eaux des inondations périodiques qui tombent pendant les mois d'hiver et couvrent la partie sud-est du delta. Sa superficie varie selon les saisons et est estimée entre 1 330 et 2 600 ha et sa hauteur par rapport au niveau de la mer est d'un mètre. Le lac est inclus, comme la région plus large, dans le parc national du delta de l'Evros, partie du réseau Natura 2000 sous le code "GR1110001, Evros Delta.